# Igeltjärnen (Mo socken, Hälsingland, 680061-155736)
Igeltjärnen är en sjö i Söderhamns kommun i Hälsingland och ingår i Norralaån-Ljusnans kustområde.